# Provincies van Laos

Provincies van Laos

De provincies van Laos vormen de bestuurlijke hoofdindeling van Laos. Naast de 17 provincies (Laotiaans: ແຂວງ, khwaeng) bestaat er een prefectuur (Laotiaans: ນະຄອນຫລວງ, kampheng nakhon) rond de hoofdstad Vientiane. De provincies en de prefectuur zijn verder verdeeld in districten (Laotiaans: ເມືອງ, muang). Op lokaal niveau bestaan er dorpen (Laotiaans:ບ້ານ, baan)

## Provincies (khwaeng)
- Attapeu
- Bokeo
- Bolikhamsai
- Champassak
- Hua Phan
- Khammuan
- Luang Namtha
- Luang Prabang
- Phongsali
- Salavan
- Sainyabuli
- Saisomboun
- Savannakhet
- Sekong
- Udomxai
- Vientiane (khwaeng)
- Xieng Khuang

## Prefectuur
- Vientiane (prefectuur) (Kamphaeng Nakhon Wieng Chan)